# The Last Words of Dutch Schultz
The Last Words of Dutch Schultz is een Nederlandse korte animatie en speelfilm uit 2003 van regisseur en animator Gerrit van Dijk. De film vertelt het verhaal over de moord op gangster Arthur Flegenheimer, alias Dutch Schultz. In de film wordt de gehele moord gereconstrueerd, in de stijl van een documentaire. De beelden worden afgewisseld door animatie en speelfilm. In 2003 werd de film geselecteerd voor het International Documentary Film Festival Amsterdam.

## Verhaal
Op 23 oktober 1935 wordt de Amerikaanse gangster Dutch Schultz (Rutger Hauer), samen met zijn lijfwachten en boekhouder neergeschoten door een onbekende schutter in het Palace Chop House in Newark. Als Schultz in het plaatselijke ziekenhuis is opgenomen, worden zijn laatste woorden vastgelegd door een stenograaf van de CIA. In deze laatste woorden vertelt hij over de aanslag en de Amerikaanse onderwereld. 

## Rolverdeling
- Rutger Hauer - Dutch Schultz (stem)
- Wigbolt Kruyver - Dutch Schultz (in de reconstructies)
- Huub van der Lubbe - Charles 'Charlie the Bug' Workman
- Maarten Wansink - Frank Fredericks, de barman
- Henri Kalb - Otto 'Abbadabba' Berman, de boekhouder
- Peter Drost - Abe Landau
- Jaap Postma - Bernard "Lulu" Rosenkrantz
- Stef van der Eijnden - King Lou
- Bram Kweekboom - chauffeur
- Michael Helmerhorst - historicus